# ليسبورن ديستليري
ليسبورن ديستليري هو نادي كرة قدم في أيرلندا الشمالية تأسس في 1880.